# Métanauplius
Métanauplius désigne l'un des stades larvaires de certains crustacés, comme les crevettes par exemple.
Les métanauplii sont une source de nourriture importante pour les poissons, notamment pour les larves de poisson.

## Description
La larve se présente sous la forme d'une larve nageuse et planctonique (méroplancton) mesurant au maximum 0,6 mm de long. Elle a une forme de raquette et compte un nombre plus ou moins élevé de segments et de paires d'appendices selon le groupe considéré. En général, elle possède des ébauches des quatre métamères post-mandibulaires qui ont donc les bourgeons des maxillules, des maxilles et des deux premières paires de pattes mâchoires.
Le telson est pourvu d’une furca donnant deux expansions latérales. Cette larve subit jusqu’à sept mues sans modifications majeures, le tout en à peine un jour et demi. Le stade de développement larvaire suivant est le stade Protozoé.

## Les stades de développement larvaire

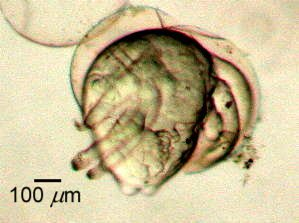
Un pseudometanauplius de krill (Nematoscelis difficilis).

Il existe plusieurs stades nauplius qui ne diffèrent que par l’ornementation de la cuticule et par une organisation croissante de l’anatomie. Des larves de type varié lui succèdent selon le groupe considéré. Chez les Malacostracés, seuls les Pénéides ont un nauplius, chez tous les autres cette larve n'est qu'un stade de développement intraovulaire.
Cette larve subit jusqu’à sept mues sans modifications majeures, le tout en à peine un jour et demi. Puis la dernière mue entraîne le passage vers le stade larvaire suivant, le stade Protozoé, qui voit apparaître de nouveaux segments.
Les différents stades de développement :
1. Nauplius
2. Pseudométanauplius chez certaines espèces de krill (Nematoscelis difficilis et Nyctiphanes couchii par exemple)
3. Métanauplius
4. Protozoé
5. Zoé
6. Mysis